# 考古年代测定
考古年代测定目前主要采用碳14放射测定。

## 分類方式
其它方法包括：
- 十九世纪初，“地质均变说”利用地层间的上下关系，比较地层堆积先后而断代的方法。 在应用中常利用叠压关系、打破关系、及间接比较的方法来判断地层所代表的文化之间的先后顺序。
- 通过识别文物的铭文，经查阅记载或直接得出文物的绝对年代。具有直观、精确、有说服力的特点。
- 树木年轮
- 鈾系統斷代
- 古地磁斷代
- 骨化石含氟量斷代
- 鉀氬法斷代
- 熱釋光斷代